# Terence Tao
Terence C. Tao (Chinees: 陶哲軒), pinyin: Táo Zhéxuān) (Adelaide, 17 juli 1975) is een Australisch wiskundige. Hij houdt zich onder meer bezig met combinatoriek, partiële differentiaalvergelijkingen en Fourieranalyse en doceert aan de UCLA. In augustus 2006 ontving hij een Fieldsmedaille voor zijn bijdragen aan de wiskunde. Een maand later ontving hij een MacArthur Fellowship.

## Levensloop
Tao bleek al op jonge leeftijd uitzonderlijke wiskundige vaardigheden te bezitten. Hij is een van de twee kinderen die ooit een score van 700 of hoger, namelijk 760, wist te behalen bij zijn SAT-examen. Deze score behaalde hij op achtjarige leeftijd. Daarnaast is hij de jongste goudenmedaillewinnaar van de Internationale Wiskunde Olympiade, deze won hij op dertienjarige leeftijd. Hij deed als tienjarige voor het eerst mee in 1986 en nam ook in 1987 en 1988 deel aan de olympiade.
Op zeventienjarige leeftijd behaalde hij zijn bachelor- en masterdiploma aan de Flinders University. In zijn twintigste levensjaar behaalde hij zijn Ph.D aan de Princeton University.

## Onderzoek en prijzen
In 2000 ontving hij de Salem Prize, in 2002 de Bôcher Prize en in 2003 de Clay Research Award voor zijn bijdragen aan wiskundige analyse. In 2005 ontving hij samen met Allen Knutson de Levi L. Conant Prize van de American Mathematical Society.
In de analytische getaltheorie en de arithmetische combinatoriek bestudeerde Tao samen met Jean Bourgain en Nets Katz in 2004 de additieve en multiplicatieve structuur van deelverzamelingen van eindige velden met priemorde.
In 2004 publiceerden Ben Green en Terence Tao een bewijs voor het bestaan van een willekeurig lange rekenkundige rij van priemgetallen. Deze stelling van Green-Tao was een van de redenen waarom hij de Australian Mathematical Society Medal ontving.
In 2006 ontving hij als jongste, als eerste Australiër en als eerste UCLA faculteitslid op het 25e Internationaal Wiskundecongres in Madrid een Fieldsmedaille, de hoogst haalbare eer voor een jonge wiskundige.
In 2010 werd de Frederic Esser-Nemmersprijs in de wiskunde aan hem toegekend.
In 2010 gaven Tao en Green een multilineaire uitbreiding van de stelling van Dirichlet over rekenkundige rijen.
In 2012 won hij samen met Jean Bourgain de Crafoordprijs voor wiskunde. In 2015 werd hij laureaat van de Breakthrough Prize in Mathematics.
In 2019 boekte hij een vooruitgang op het Vermoeden van Collatz. Hij bewees de volgende probabilistische stelling: bijna alle Collatzcycli bereiken bijna begrensde waarden.
Samen met Emmanuel Candes en Justin Romberg heeft hij een bijdrage geleverd aan compressed sensing.